# HD 37124 d
HD 37124 d est une exoplanète découverte en 2005, possédant une longue période orbitale. D'après sa masse, il est probable qu'HD 37124 d soit une géante gazeuse comme Jupiter, mais une solution alternative à la vitesse radiale donne une période de 29,92 jours et une masse minimum de 17 % de celle de Jupiter.

Tailles des planètes en orbite autour de l'étoile HD 37124

Orbite des 3 planètes autour de l'étoile HD 37124

## Désignation
HD 37124 d a été sélectionnée par l'Union astronomique internationale (IAU) pour la procédure NameExoWorlds, consultation publique préalable au choix de la désignation définitive de 305 exoplanètes découvertes avant le 31 décembre 2008 et réparties entre 260 systèmes planétaires hébergeant d'une à cinq planètes. La procédure, qui a débuté en juillet 2014, s'achèvera en août 2015, par l'annonce des résultats, lors d'une cérémonie publique, dans le cadre de la XIXe Assemblée générale de l'IAU qui se tiendra à Honolulu (Hawaï).